# Borsczowia
Borsczowia es un género de plantas fanerógamas con  dos especies pertenecientes a la familia Amaranthaceae.

## Taxonomía
El género fue descrito por Alexander von Bunge  y publicado en Trudy Imperatorskago S.-Peterburgskago Botaničeskago Sada 5: 643. 1877. La especie tipo es: Borsczowia aralocaspica

## Especies
| - Borsczowia aralocaspica - Borsczowia titovii |